# Kobudō
Ko-ryū (古流 (cổ lưu) "kiểu cổ") là một thuật ngữ tiếng Nhật trong võ thuật Nhật Bản xuất hiện từ trước thời Minh Trị Duy tân (1868). Thuật ngữ này đồng nghĩa với kobudo (古武道, cổ võ đạo) và đối lập với gendai budō - "võ thuật hiện đại" (hoặc shinbudō - "võ thuật mới") đề cập đến các hệ phái được phát triển sau Minh Trị Duy tân.

## Phân biệt
Trong tiếng Nhật, ko-ryū (古流) và kobudō (古武道) thường được coi là đồng nghĩa (ví dụ như Liên đoàn Kendo Nhật Bản,). Nhưng trong tiếng Anh, Hiệp hội Hoplology Quốc tế (ngành nghiên cứu về hành vi và thái độ trong đối kháng của con người) đề cập đến sự khác biệt giữa Ko-ryū và Kobudō liên quan đến nguồn gốc và sự khác biệt giữa thứ hạng ưu tiên liên quan đến hình thức chiến đấu, đạo đức, kỷ luật và/hoặc thẩm mỹ.

### Mô tả về Koryū
Thuật ngữ Ko-ryū (古流) theo nghĩa đen được dịch là "trường phái cũ" (ko—cũ, ryū—trường phái) hoặc "trường phái truyền thống". Koryū cũng là một thuật ngữ chung cho các trường phái võ thuật Nhật Bản trước thời kỳ Minh Trị Duy tân (1868) đã tạo nên những thay đổi chính trị xã hội lớn và là tiền đề cho sự hiện đại hóa Nhật Bản.
Hệ thống Koryū được xem xét theo thứ tự ưu tiên sau: 1) chiến đấu, 2) kỷ luật, 3) đạo đức.

### Mô tả về Kobudō
Kobudō (古武道) là một thuật ngữ tiếng Nhật cho một hệ thống có thể được dịch là 古 (cổ) 武 (võ) 道 (đạo) "võ đạo cũ"; thuật ngữ này xuất hiện trong nửa đầu thế kỷ XVII. Kobudō đánh dấu sự khởi đầu của thời kỳ Tokugawa (1603–1868) cũng được gọi là thời kỳ Edo, khi chế độ tập quyền được củng cố bởi gia tộc Tokugawa cầm quyền.
Hệ thống kobudō được xem xét theo thứ tự ưu tiên sau: 1) đạo đức, 2) kỷ luật 3) dạng mỹ học.

## Kobudō Okinawa
Kobudō cũng có thể được sử dụng để chỉ kobudō Okinawa, thuật ngữ mô tả chung tất cả các hệ thống chiến đấu của Okinawa. Đây là những hệ thống hoàn toàn khác nhau và về cơ bản không liên quan đến nhau. Việc sử dụng thuật ngữ kobudō không nên bị hạn chế, như cách mà nó phổ biến, chỉ để mô tả các hệ thống vũ khí cổ xưa của Okinawa.

## Ví dụ về các kỹ năng được dạy trongkoryūhoặckobudō
- Bōjutsu
- Jujutsu
- Jittejutsu
- Kenjutsu
- Kyūjutsu
- Naginatajutsu
- Sōjutsu
- Tantojutsu